# Listrognathus assamensis
Listrognathus assamensis är en stekelart som beskrevs av Gupta och Kamath 1967. Listrognathus assamensis ingår i släktet Listrognathus och familjen brokparasitsteklar. Inga underarter finns listade i Catalogue of Life.